# Cynthia López Castro
Cynthia López Castro (Ciudad de México, 18 de febrero de 1987) es una política mexicana, miembro del partido Morena. De 2015 a 2018, se desempeñó como diputada de la Asamblea Legislativa del Distrito Federal y en 2016 del Congreso Constituyente de la CDMX. Fue diputada federal plurinominal en dos periodos, de 2018 a 2021 y de 2021 a 2024. Desde el 1 de septiembre de 2024, es senadora de la República al Congreso de la Union por la Ciudad de México.

## Trayectoria académica
Cynthia López Castro es licenciada en Administración Pública por la Universidad del Valle de México y doctora en la misma materia por la Universidad Anáhuac. Además, cuenta con dos maestrías: una en Comunicación Política y Gobernanza por la Universidad George Washington y otra en Estudios Anticorrupción y Compliance (MCCE) por International Anti-Corruption Academy (IACA) en Viena, Austria. Desde marzo del 2023, ocupa la presidencia de Mujeres Parlamentarias a nivel mundial, dentro de la Unión Interparlamentaria (UIP).

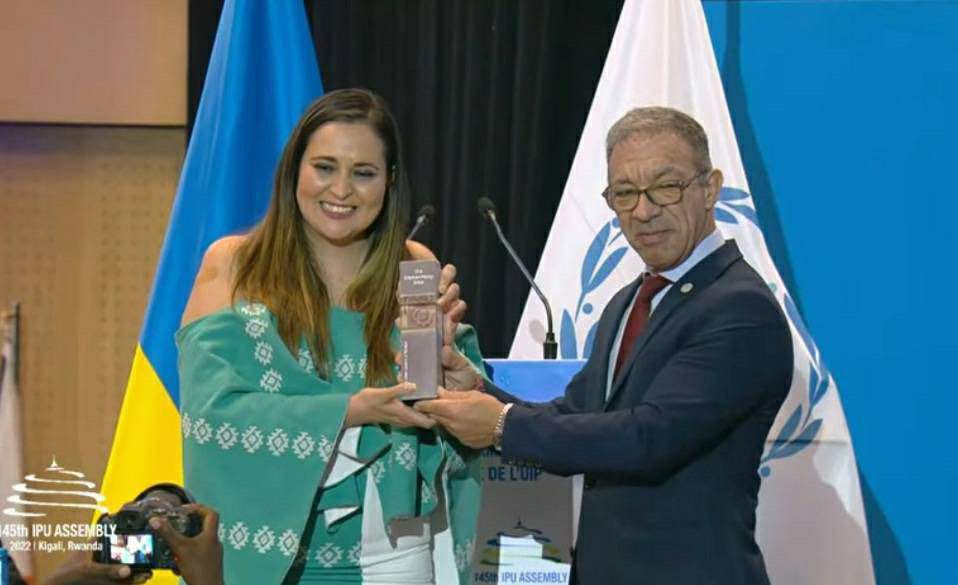
Recibiendo el premio Cremer-Passy, otorgado por la Unión Interparlamentaria (UIP)

En 2021, fue galardonada con el premio Cremer-Passy, otorgado por la Unión Interparlamentaria (UIP), en reconocimiento a su labor como Parlamentaria del Año. Este reconocimiento destacó su compromiso con la promoción de las cuotas para jóvenes en México, siendo una de las principales impulsoras de la iniciativa para que el 30 % de las candidaturas estuvieran reservadas para las personas jóvenes de la Ciudad de México.

## Trayectoria política
A partir de 2007, ocupó cargos en la estructura del PRI, entre ellos líder juvenil, candidata a diputada local, secretaria de Acción Electoral del PRI en Tlalpan, secretaria de Gestión Social en el Distrito Federal y consejera política nacional.
En 2012, al ser electo presidente de México Enrique Peña Nieto, pasó a ocupar el cargo de directora de Vinculación de Presidencia de la República, siendo jefe de la Oficina de la Presidencia Aurelio Nuño Mayer. Dejó el cargo en 2014 para ser candidata a diputada a la entonces Asamblea Legislativa del Distrito Federal, siendo electa a la VII Legislatura de 2015 a 2018 y en virtud de la cual fue miembro de la Asamblea Constituyente de la Ciudad de México de 2016 a 2017.
En 2017, dejó la diputación para ser nombrada directora general del área de Vinculación y Giras en la Oficina del Titular de la Secretaría de Educación Pública, siendo secretario de la misma Aurelio Nuño. En 2018, renunció tras ser postulada como candidata a diputada federal por la vía plurinominal por la coalición Todos por México, siendo electa a la LXIV Legislatura que concluyó en 2021. Se desempeñó como secretaria de la Comisión de Educación e integrante de las comisiones de Desarrollo Social y de Igualdad de Género.
A lo largo de su trayectoria legislativa, ha continuado con esta labor, destacándose en la Cámara de Diputados como una de las promotoras de la reforma constitucional que redujo la edad mínima para ser candidato en México de 21 a 18 años. Su trabajo ha sido reconocido por su constante apoyo a este grupo poblacional.
Asimismo, como promotora de la ley que establece un límite de velocidad de 20 km/h en las zonas escolares, la legisladora se comprometió ante las Naciones Unidas a implementar esta medida en México, logro que concretó en 2023.
En las elecciones del 2 de junio de 2024, resultó electa senadora por la Ciudad de México por el principio de la primera minoría por la alianza Fuerza y Corazón por México, al lograr la fórmula que encabezaba el 36.24 % de los votos.
En octubre de 2024, renunció al Partido Revolucionario Institucional, luego de 21 años de militancia, por diferencias de criterio con Alejandro Moreno Cárdenas. Se mantuvo 15 días como senadora independiente y en noviembre oficializó su adhesión al Movimiento Regeneración Nacional y su apoyo al gobierno de la presidenta Claudia Sheinbaum.